# اودا نوبویاسو
اودا نوبویاسو (به ژاپنی: 織田信安) (تولد نامشخص – مرگ ۱۵۹۱) یک سامورایی ژاپنی در دوره سنگوکو بود که به خاندان شیبا خدمت می‌کرد. وی شوگودای (معاون فرماندار) چهار بخش بالایی ولایت اُواری و صاحب قلعه ایواکورا بود. 